# Malay
Malay é uma comuna francesa na região administrativa de Borgonha-Franco-Condado, no departamento Saône-et-Loire. Estende-se por uma área de 12,5 km². Em 2010 a comuna tinha 213 habitantes (densidade: 17 hab./km²).